# 奇妙な果実 (小説)
『奇妙な果実』（きみょうなかじつ、英: Strange Fruit）は、アメリカ合衆国の小説家リリアン・スミスのデビュー作。1944年に出版され、ベストセラー小説となった。本書は、異人種間のロマンスという、当時は禁止されていた物議を醸すテーマを扱った。題名は当初『Jordan is so Chilly』であったが、スミスは後に題名を『奇妙な果実』 (Strange Fruit) に変えた。歌手ビリー・ホリディは、自叙伝『奇妙な果実 ビリー・ホリデイ自伝』 (Lady Sings the Blues) の中で次のように書いている。「スミスは、私の歌『奇妙な果実』にちなんで書名を選んだ。スミスは『この本のタイトルは、我々の人種差別文化の結果として被害を受けて歪んでしまった人々（黒人と白人の両方）を指す』という立場を保ったが、私のものは、アフリカ系アメリカ人に対するリンチや人種差別についてのものであった。」 。
同書の出版後、「わいせつ」や粗野な言葉に起因してデトロイトとボストンでは禁止された。
『奇妙な果実』は、アメリカ合衆国郵便公社を通じて配送されることも禁じられた。これは、フランクリン・ルーズベルト大統領の妻エレノア・ルーズベルトが大統領に要求した後、彼によって解禁された。

## あらすじ
『奇妙な果実』は、1920年代におけるジョージア州の町という設定となっており、トレイシー・ディーン（ある高名な白人の町人の息子）と、ノーニー（美しくて知的な若い黒人女性で、かつて白人少年のグループによって襲われたのを彼が助けた）の間の関係に焦点を当てている。ふたりは秘密の関係をもっていて、トレイシーの子供を妊娠するようになり、トレイシーにとっては、彼女が軽蔑している男「ビッグ・ヘンリー」と結婚する計画を示すしかない状況になった。トレイシー自身は、もともと別の白人の町人と結婚することを計画していたが、地元の伝道師のひとりとの会話のあと心を変え、彼のノーニーとの関係を公にすることにした。彼はノーニーの家に行き、彼女に「彼女をビッグ・ヘンリーと結婚させるために既に彼にお金を払った彼の当初の意図」を伝えた。トレイシーの心変わりにもかかわらず、ノーニーの兄弟は、ビッグ・ヘンリーが「トレイシーの支払いと、彼の差し迫ったノーニーとの結婚と、その理由」について話しているのを耳にした。このことは、ノーニーの兄弟にトレイシーのあとをついていくことを促し、あとでトレイシーの死体がビッグ・ヘンリーによって発見されたとき、ビッグ・ヘンリーは白人殺害で告訴され、リンチされた。 

## 発禁
『奇妙な果実』は、1944年3月20日（その発行のたった1週間後）、ボストンとデトロイトにおいて、わいせつや言葉についての告発によって発禁され、その本『#1 Bestseller』をボストンにおいて最初に禁止するようにした。ケンブリッジ警察署長ティモシー・オライリー（Timothy J. O'Leary）と「ボストン書籍販売者協会（Boston Bookseller's Association）」の両者は、この本の禁止を推奨し、スミスにはその作品を見直して「3行の」性的な言葉づかいを削除することを求めた。ハーバード・クリムゾン（the Harvard Crimson）にある手紙は、次のように述べて、この本のボストンにおける禁止と、わいせつの主張を批判している。
「『奇妙な果実』における“反対の出そうな言葉”の使用は、ノーニーが“彼女の状況の残酷さ”を克服するシーンと“彼女が知っていた残虐行為”の回想においてであり、この本を“わいせつとは逆の”ものにしている」。
また、1944年5月、この小説は、アメリカ合衆国郵便システム経由で州をまたいで郵送することが暫定的に禁止された。しかし、郵便システムを通じての禁止は、3日間しか続かなかった。それは、当時、ファーストレディであったエレノア・ルーズベルトに対して、彼女の夫に解禁を促すことを出版社カーティス・ヒッチコック（Curtice Hitchcock）がうまくアピールしたからである。
デトロイトにおける禁止は、全米自動車労働組合とデトロイト公営図書館（Detroit Public Library）が、共に禁止をアピールするために働いた後、くつがえされた。
ボストンにおける禁止をくつがえすために、マサチューセッツ市民図書館組合（Massachusetts Civil Liberties Union）とバーナード・デヴォト（Bernard DeVoto）によって、ある試みが行われた。デヴォトは、『奇妙な果実』を「ハーバード・ロー書籍取次（the Harvard Law Book Exchange）」において誰でも購入できるようにした。
これによって、訴追は書籍取次に対して行われることになった。販売店のオーナーは、同書を販売すると有罪となることになった。同書は、わいせつなものと見なされており、200ドルの罰金が課された。法廷をとりしきった判事（地方裁判所判事アーサー・P・ストーン）は、同書が「わいせつであり、若者のモラルを壊す懸念がある」ことを注記した。この判例は上位審にも適用され、成功した。これによって、同書は1990年時点においても「法技術的には」ボストンでは禁止されたままとなった。同市は、1945年、『奇妙な果実』の舞台演劇を公演してまわることを許可したが、それは検閲されたバージョンの演劇が市の役人によって承認された後のことであった。
本の発禁について、スミスは次のようにコメントした。「このような人たちは、『奇妙な果実』のような本に恐怖を感じ、どのように馬鹿げていても、それに触らない、そして触らせないようにするための口実に固執する。」